# Campyloneurus wissmanni
Campyloneurus wissmanni är en stekelart som beskrevs av Josef Fahringer 1935. Campyloneurus wissmanni ingår i släktet Campyloneurus och familjen bracksteklar. Inga underarter finns listade.